# Good Old-Fashioned Lover Boy
"Good Old-Fashioned Lover Boy ("Queen's First EP")" je prvi maksi singl britanskog rock sastava Queen koji je objavljen 20. svibnja 1977. godine. Pjesma je objavljena na petom Queenovom albumu "A Day at the Races" iz 1976. Pjesmu je napisao Freddie Mercury. Singl se popeo na mjesto broj 17. UK top ljestvice singlova.
Pjesmu započinje Mercury pjevajući, uz pratnju na klaviru, zatim dolazi bas i bubnjevi, te prateći vokali. Nakon što prestaje glazba Mercury pjeva uz pratnju Mikea Stonea, nakon čega sljedi solo dionica na električnoj gitari Briana Maya.
Singl verzija zvuči malo drugačije od one objabvljene na albumu, gdje je dodano više vokala, a dio Mikea Stonea otpjevao je Roger Taylor.

## Popis pjesama
- A strana

1. Good Old-Fashioned Lover Boy (Mercury) - 2:54
2. Death on Two Legs (Dedicated to...) (Mercury) - 3:43 (Objavljena na albumu A Night at the Opera iz 1975.)

- B Strana

1. Tenement Funster (Taylor) - 2:48 (Objavljena na albumu Sheer Heart Attack iz 1974.)
2. White Queen (As It Began) (May) - 4:36 ( Objavljena na albumu Queen II iz 1974.)

## Vanjske poveznice
- Tekst pjesme Good Old-Fashioned Lover Boy  Arhivirana inačica izvorne stranice od 18. ožujka 2009. (Wayback Machine)